# NGC 5473
NGC 5473 је елиптична галаксија у сазвежђу Велики медвед која се налази на NGC листи објеката дубоког неба.
Деклинација објекта је + 54° 53' 36" а ректасцензија 14h 4m 43,5s. Привидна величина (магнитуда) објекта NGC 5473 износи 11,4 а фотографска магнитуда 12,4. Налази се на удаљености од 33,0000 милиона парсека од Сунца. NGC 5473 је још познат и под ознакама UGC 9011, MCG 9-23-31, CGCG 272-22, PGC 50191.